# 彭南特氏木科
彭南特氏木科只有单一属，都是原生长在南半球的非洲和大洋州，主要品种可培养成观赏植物，以前的分类法将其列入茶茱萸科，最新的根据基因亲缘关系分类的APG II 分类法将其单独列为一个科。主要品种有：
- Pennantia baylisiana（英语：Pennantia baylisiana） (W. Oliver) Baylis
- Pennantia cunninghamii，生长在澳大利亚。